# ReLoad
ReLoad is het zevende studioalbum van Metallica, uitgebracht in 1997.

## Over ReLoad

### Verband met Load
Dit album bevat materiaal opgenomen voor hun vorige album Load. Metallica had eerst in gedachten om van Load een dubbel album te maken, maar dit werd niet gedaan om verschillende redenen. ReLoad vertoont daarom veel gelijkenissen met Load, ook bij dit album werd er voor de hoes een afbeelding van Andres Serrano's Blood and Semen series gekozen, ook de songboekjes veranderden hier in foto albums met wat zinnetjes en de nummers vertonen ook hier wat gelijkenissen met blues.

### Hoes
De hoes van het album komt uit een van de drie fotografische studies van Andres Serrano ontworpen in 1990 door middel van het mengen van zijn eigen urine en het bloed van een rund tussen twee stukjes plexiglas, en er een foto van te maken.

## Tracklist
1. "Fuel" (Hammett, Hetfield, Ulrich) – 4:29
2. "The Memory Remains" (Hetfield, Ulrich) – 4:39
3. "Devil's Dance" (Hetfield, Ulrich) – 5:19
4. "The Unforgiven II" (Hammett, Hetfield, Ulrich) – 6:36
5. "Better Than You" (Hetfield, Ulrich) – 5:21
6. "Slither" (Hammett, Hetfield, Ulrich) – 5:13
7. "Carpe Diem Baby" (Hammett, Hetfield, Ulrich) – 6:12
8. "Bad Seed" (Hammett, Hetfield, Ulrich) – 4:05
9. "Where the Wild Things Are" (Hetfield, Newsted, Ulrich) – 6:54
10. "Prince Charming" (Hetfield, Ulrich) – 6:05
11. "Low Man's Lyric" (Hetfield, Ulrich) – 7:37
12. "Attitude" (Hetfield, Ulrich) – 5:16
13. "Fixxxer" (Hammett, Hetfield, Ulrich) – 8:15

## Band

### Metallica
- James Hetfield - slaggitaar, zang; leadgitaar ("Carpe Diem Baby")
- Lars Ulrich - drums
- Kirk Hammett - leadgitaar; slaggitaar ("Carpe Diem Baby")
- Jason Newsted - basgitaar, achtergrondzanger

### Tijdelijk
- Bernardo Bigalli - Viool
- Marianne Faithfull - zang op "The Memory Remains"
- Jim McGillveray - Percussie
- David Miles - Muziek op "Low Man's Lyric"

## Productie
- Producers: Bob Rock, James Hetfield, Lars Ulrich
- Engineers: Brian Dobbs, Randy Staub
- Assistent engineers: Bernardo Bigalli, Darren Grahn, Kent Matcke, Gary Winger
- Mixing: Michael Fraser, Randy Staub
- Mastering: George Marino
- Digitale bewerking: Paul DeCarli, Mike Gillies, Darren Grahn
- Ontwerp: Andie Airfix
- Hoes ontwerp: Andres Serrano
- Fotografie: Anton Corbijn